# Доня Хамед
Доня Хамед (на арабски: دنيا حامد, на английски: Donia Hamed) е египетски модел.

## Биография
Родена е през 1988 година в Кайро.
През 2010 г. участва на конкурса Мис Египет, където печели 1-во място. Представя Египет на конкурса Мис Вселена през същата година.